# Енес Суљкановић
Енес Суљкановић (Придјел Горњи близу Добоја, 5. маја 1961) бошњачки је политичар који је од 15. новембра 2010. до 24. новембра 2014. године обављао функцију потпредсједника Републике Српске из реда бошњачког народа као и функцију предсједника Скупштине општине Добој.

## Биографија
Енес Суљкановић рођен је 5. маја 1961. године у мјесту Придјел Горњи, град Добој, СР Босна и Херцеговина, СФР Југославија (данас Република Српска, Босна и Херцеговина).
Завршио је Гимназију у Добоју 1979. године, а 1986. године дипломирао на Технолошком факултету у Тузли. Са стеченом школском спремом био је запослен у Творници креча у Добоју, на пословима техничке контроле све до 1992. године односно до избијања ратних дејстава. Током ратних дејстава тачније од 1992. до 1. јануара 1995. године био је припадник армије Босне и Херцеговине. По завршетку ратних дејстава запошљава се у Средњошколском центру у Тешњу као професор стручних предмета и наведене послове обавља до 2003. године када је изабран на мјесто директора стамбене задруге „Неимар“ у мјесту Шеварлије близу Добоја. Изабран је на функцију предсједника Скупштине општине Добој 23. августа 2005. године коју је вршио у два мандата. У задње четири године обавља функцију предсједника Извршног одбора Међународног рукометног турнира у Добоју, као и функцију предсједника форума за безбједност грађана у Добоју. Учествовао је у формирању Локалне акционе групе „ЛАГ-а“, која је једина у Босни и Херцеговини и чији оквири прелазе ентитетске границе. Актуелни је предсједник Управног одбора наведене Локалне акционе групе, а исту функцију обавља од оснивања, те учествује и даје значајну подршку реализацији многобројних пројеката из области инфраструктуре и туризма и његовању културно-историјске традиције.
На општим изборима одржаним 3. октобра 2010. године изабран је за потпредсједника Републике Српске из реда бошњачког народа. Инаугурација новоизабраног потпредсједника Републике Српске одржана је 15. новембра 2010. године. Функцију потпредсједника обављао је до 24. новембра 2014. године.

Током обављања функције потпредсједника Републике Српске обиљежавао је 9. јануар, Дан Републике Српске, односно присутвовао манифестацијама на којима се обиљежавао овај дан. На обиљежавању 20. година од стварања Републике Српске, 2012. године изјавио је следеће: 
То је и за мене традиција и нема разлога да не присуствујем таквом догађају. Ја сам се борио на изборима за функцију коју сада обављам и било би противуставно да игноришем државне празнике.
У жижу јавности је доспио и када је изјавио „да су Бошњаци у РС-у у повољнијем положају од Срба у Федерацији БиХ, јер се код запошљавања у том ентитету много више води рачуна о пријему у радни однос несрпског становништва“.

## Породични живот
Ожењен је и отац је двоје дјеце.

## Награде и признања
Добитник је многобројних признања и награда као што је додјела плакете Општине Добој за 2008. годину а која му је додјељена за изузетан допринос у развоју Општине као и пружање помоћи како локалном становништву тако и повратницима и стварања повољног међунационалног амбијента. Такође је добитник награде додјељене од стране Спортског савеза у Добоју за 2008. годину као изузетан и заслужан спортски радник.